# Route de Brockway Mountain
Pour les articles homonymes, voir Brockway.
 (mai 2023).
 (mai 2023).
 (mai 2017).
Si vous disposez d'ouvrages ou d'articles de référence ou si vous connaissez des sites web de qualité traitant du thème abordé ici, merci de compléter l'article en donnant les références utiles à sa vérifiabilité et en les liant à la section « Notes et références ».
Brockway Mountain Drive est une route touristique de 8,88 milles (14,29 km) de long à l'ouest de Copper Harbor dans la Péninsule supérieure du Michigan aux États-unis. 
Les conducteurs y accèdent à partir de l'autoroute M-26, à l'ouest à partir de Eagle Harbor, ou depuis Copper Harbor à l’est de la Péninsule de Keweenaw. 
La route longe la crête de Brockway Mountain sur la faille de Keweenaw et monte à 1 320 pieds (402 m) au-dessus du niveau de la mer, soit 720 pieds (219,456 m) au-dessus de la surface du Lac Supérieur. Plusieurs points de vue le long de la route offrent des panoramas sur Copper Harbor, le Lac Supérieur, et la forêt sauvage. Par beau temps, au sommet, l'Isle Royale est visible à environ 50 milles (80,4672 km).